# Senecio splendens
Senecio splendens là một loài thực vật có hoa trong họ Cúc. Loài này được H.Lév. & Vaniot miêu tả khoa học đầu tiên năm 1910.